# Atentado de Piazza Fontana
El atentado de Piazza Fontana de Milán (en italiano: Strage di Piazza Fontana, ‘Masacre de Piazza Fontana’) fue un atentado terrorista que tuvo lugar a las 16:37 (hora local) del 12 de diciembre de 1969 contra las oficinas centrales de la Banca Nazionale dell'Agricoltura, ubicada en la plaza de aquel nombre, en la ciudad italiana de Milán. Como consecuencia del mismo, 17 personas murieron y otras 88 resultaron heridas. Esa misma mañana, explotaron otras tres bombas en Roma y Milán y otra más fue encontrada sin detonar. Este trágico hecho contribuyó al nacimiento de las posteriormente famosas Brigadas Rojas (Brigate Rosse) comunistas y —en general— de los siguientes Anni di piombo de la década de 1970, uno de los períodos más controvertidos en la historia moderna de Italia.
Este ataque se enmarca dentro de la Operación Gladio de la OTAN, la turbia cooperación de ramas «desviadas» de los servicios secretos italianos con la Agencia Central de Inteligencia de los Estados Unidos (CIA) a través de cuadros «neofascistas» reclutados y de operaciones de bandera falsa (falsas incriminaciones) contra grupos y personalidades comunistas y algunos anarquistas. No obstante, en esos años no había más que algunos cientos de anarquistas activos conocidos en Italia, frente a varios miles de simpatizantes de extrema derecha.
Así se dio inicio a la posteriormente denominada «estrategia de tensión» (strategia della tensione) en Italia, que para 1989 llegó a acumular más de 1000 ataques más o menos selectivos y la cual vio la movilización de actores ocultos vinculados a los partidos derechistas tratando de sembrar un clima de miedo y hasta de terror en la opinión pública, intentado frenar el avance de los izquierdistas, en particular el entonces poderoso Partido Comunista de Italia (PCI) hacia posiciones de poder.

## Las muertes de Giuseppe Pinelli y de Luigi Calabresi

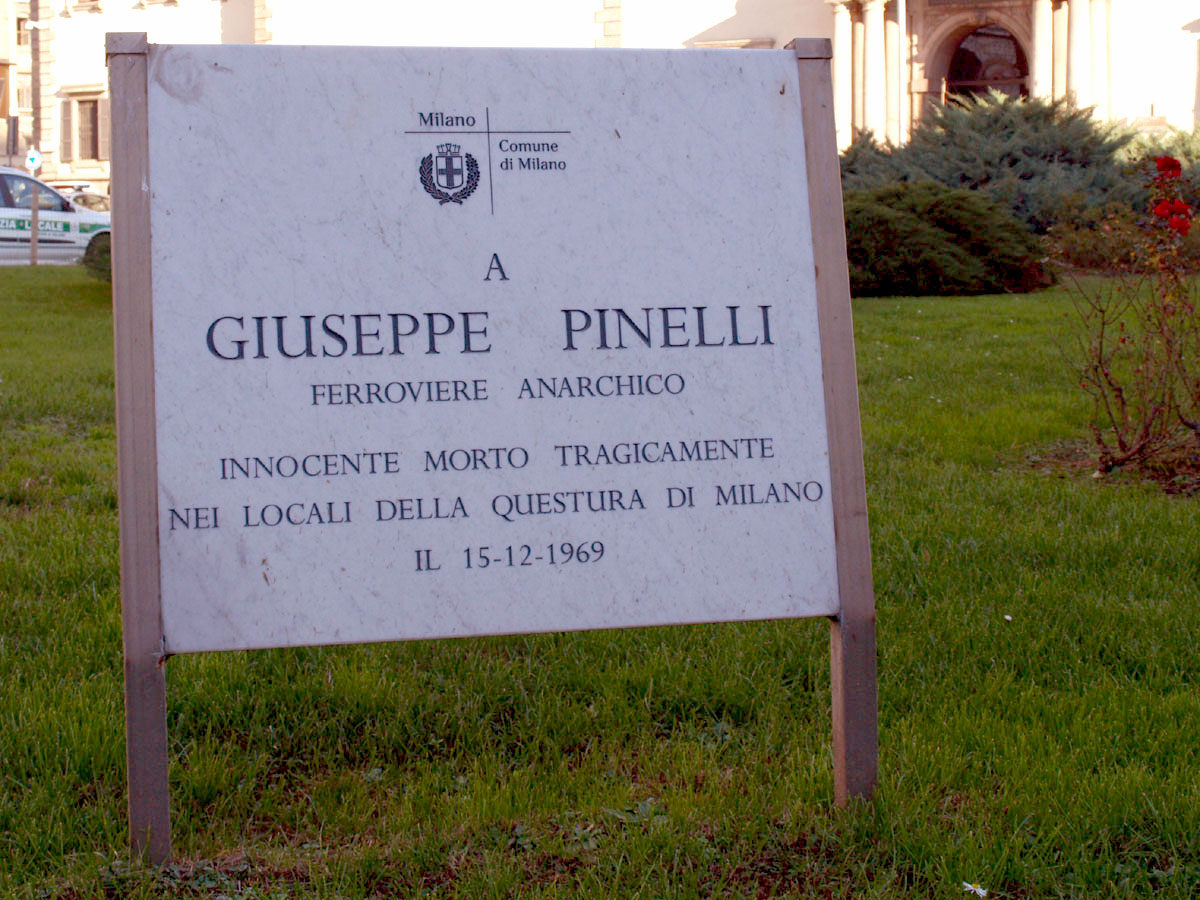
Placa conmemorativa en memoria del anarquista Giuseppe Pinelli.

Inicialmente, el atentado de Piazza Fontana fue atribuido a anarquistas. Después de que unos 80 arrestos al respecto hubieron sido realizados, el entonces sospechoso Giuseppe Pinelli (un trabajador ferroviario anarquista nacido en 1928) falleció tras caer desde un cuarto piso, en la misma dependencia de la policía en la que estaba detenido. Existieron serias discrepancias en el recuento policial relacionado con el atentado, el cual inicialmente sostenía que Pinelli se había suicidado al arrojarse por una ventana durante un interrogatorio de rutina. La muerte de Pinelli en circunstancias tan extrañas serviría de inspiración, varios años después, para la obra “Muerte accidental de un anarquista” del dramaturgo comunista y posterior Premio Nobel de Literatura italiano Dario Fo.
Los cargos por homicidio contra Luigi Calabresi (1937-1972), uno de los oficiales que estaba de guardia en ese tiempo, así como los que momentáneamente pesaron sobre otros policías, fueron desestimados por el entonces juez de instrucción (giudice istruttore) por falta de pruebas. Asimismo, este último llegó a la conclusión de que la caída de Pinelli se había debido a la pérdida de consciencia (en italiano, malore). Según algunas otras fuentes “la mayoría de los italianos continúan creyendo que Pinelli fue asesinado por la policía” En 1972, Calabresi fue asesinado por extremistas marxistas como venganza, luego de lo cual Adriano Sofri y Giorgio Pietrostefani, antiguos líderes de la comunista Lotta Continua (“Lucha continua”) fueron sentenciados como autores intelectuales del homicidio, en tanto que Ovidio Bompressi y Leonardo Marino fueron condenados como los autores materiales del mismo. Como era de esperar, sus condenas fueron cuestionadas por la entonces relativamente numerosa opinión pública italiana simpatizante con la extrema izquierda.

## Investigaciones judiciales y juicios

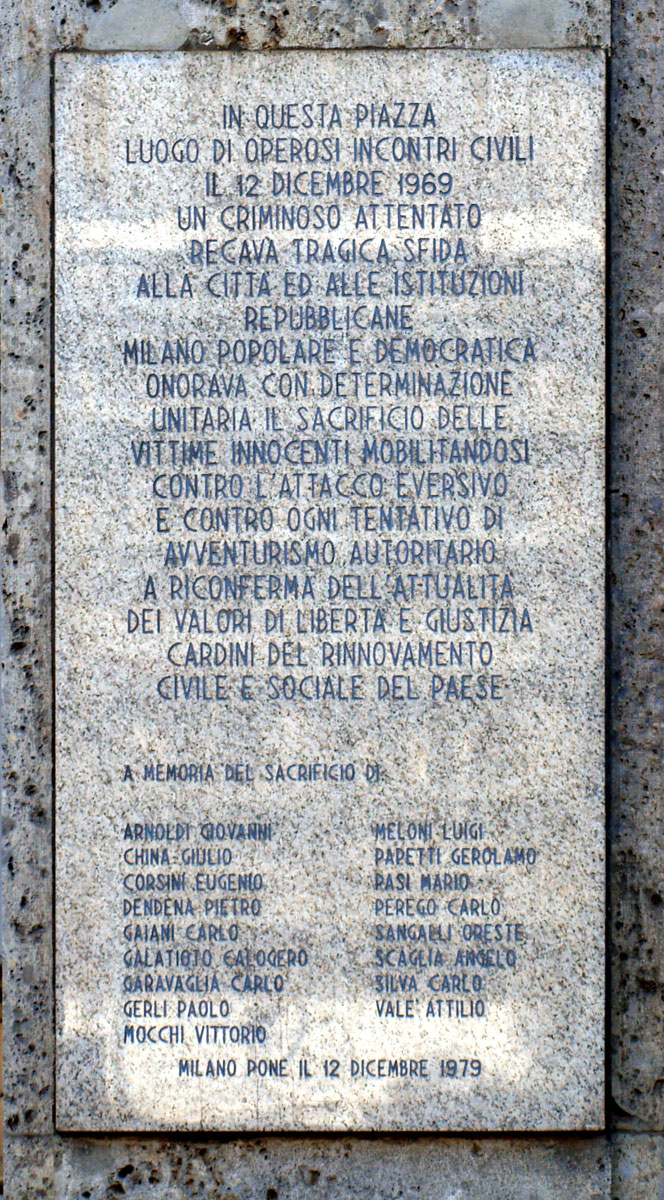
Placa en conmemoración de las 17 víctimas mortales que costó el atentado terrorista de Piazza Fontana.

El anarquista Pietro Valpreda también fue arrestado, luego de haber sido reconocido por un taxista como el cliente sospechoso que él mismo había transportado hasta el banco el mismo día del atentado. Posteriormente Valpreda estuvo encarcelado durante tres años bajo el régimen de detención preventiva antes de ser condenado por el atentado, pero su abogado apeló la sentencia y fue finalmente exonerado luego de varios juicios viciados.
Las sospechas entonces pasaron a caer en la organización neofascista Ordine Nuovo (“Orden Nuevo”), fundada por Pino Rauti. El 3 de marzo de 1972, Franco Freda, Giovanni Ventura y Ratti fueron arrestados y acusados de haber planeado los ataques terroristas del 25 de abril de 1969 en la Feria de Comercio y estación ferroviaria de Milán, así como de los atentados del 8 y 9 de agosto del mismo año contra varios trenes, además de la propia masacre de Piazza Fontana del 12 de diciembre.
Varios elementos llevaron a los investigadores a desarrollar la teoría de que el ataque había sido efectivamente realizado por individuos de extrema derecha:
- La composición de las bombas usadas en Piazza Fontana eran idénticas a los explosivos que Ventura escondería en la casa de un amigo algunos días después del ataque.

- Los temporizadores pudieron ser rastreados como parte de un total de 50 de los mismos de la marca Diehl Junghans, los cuales habían sido comprados por Franco Freda 81 días antes, el 22 de septiembre de 1969, en un negocio de la ciudad de Bolonia (Bologna). Freda más tarde explicaría que él había comprado los timers en cuestión para un tal Mohamed Selin Hamid, un supuesto agente de los servicios secretos de Argelia (cuya real existencia sería posteriormente negada por las autoridades de ese país norteafricano), quien habría actuado para un grupo englobado dentro de la resistencia palestina. Por su parte, agentes del Mossad Israelí declararían que los extremistas palestinos nunca había usado un temporizador de ese tipo.

- Los bolsos en los que las bombas estaban escondidas habían sido comprados el 10 de diciembre (es decir, tan solo dos días antes del atentado), en un comercio de Padua (Padova), la ciudad en la que Freda vivía por entonces.

En 1972 el juicio fue desplazado desde la ciudad de Milán hacia la localidad de Catanzaro. No obstante, el 4 de octubre de 1978 la policía descubrió que Freda había desaparecido de su apartamento de Catanzaro. El 23 de febrero de 1979 fue declarado culpable del atentado de Piazza Fontana. En esa oportunidad la Corte lo sentenció a prisión perpetua. El 23 de agosto de 1979 Freda fue capturado en la nación centroamericana de Costa Rica y sería posteriormente extraditado a Italia. Luego de ser acusado de varios cargos fue sentenciado a15 años de prisión por “asociación subversiva” el 20 de marzo de 1981. No obstante, finalmente sería absuelto el 1 de agosto de 1985, siendo liberado debido a la falta de pruebas o evidencia.
En 1989 Stefano Delle Chiaie fue arrestado en la capital venezolana de Caracas y también sería extraditado a tierra italiana por su supuesto papel en el ataque, pero también resultaría absuelto, esta vez por la Corte de Catanzaro en 1989 (ajunto al también sospechoso Massimiliano Fachini).
En 1998 el juez milanés Guido Salvini acusó al oficial David Carrett, de la Armada de los Estados Unidos (US Navy), bajo los cargos de espionaje político y militar y por su supuesta participación en al atentado de Piazza Fontana. Salvini también inició una causa judicial contra Sergio Minetto, un funcionario italiano de la red de inteligencia de los EE. UU.-OTAN y el colaborador de la justicia (collaboratore di giustizia) Carlo Digilio (apodado “Tío Otto”), quien había prestado servicio como coordinador de operaciones de la estadounidense Agencia Central de Inteligencia (CIA) en Italia nororiental durante las décadas de 1960 y de 1970.
El periódico romano La Repubblica informó que Carlo Rocchi, un agente de la CIA instalado en Milán fue descubierto en 1995 mientras estaba buscando información relacionada con la Operación Gladio.
El 20 de junio de 2001 los miembros de la organización italiana Ordine Nuovo Carlo Maria Maggi (un médico), Delfo Zorzi y Giancarlo Rognoni fueron condenados. Sin embargo, sus sentencias serían revocadas en marzo de 2004. Por su lado, Carlo Di Giglio fue beneficiado con inmunidad procesal a cambio de suministrar información sobre el complejo y entreverado caso.
El 3 de mayo de 2005 finalizó el último juicio realizado al respecto, sin que nadie fuese declarado culpable por el ataque.

## Las Brigadas Rojas
Las Brigate Rosse, una organización terrorista comunista o de extrema izquierda vigente sobre todo durante los denominados años de plomo anni di piombo de la década de 1970, llevó cabo su propia investigación interna al respecto de los hechos. Los resultados de esta (y de otras) averiguaciones fueron posteriormente descubiertas en un escondite de las Brigadas Rojas en la localidad italiana de Robbiano di Mediglia, luego de un enfrentamiento armado que tuvo lugar entre algunos de estos subversivos y la policía (los Carabineros) el 15 de octubre de 1974. Sin embargo, esta información se mantuvo oculta hasta el año 2000, cuando fue revelada por la Commissione Stragi (“Comisión Masacres”) del Parlamento italiano, la cual investiga actos terroristas durante la pasada presidencia de Giovanni Pellegrino. Los brigadistas llegaron a la conclusión de que Pinelli se había suicidado, porque de alguna manera había llegado a involucrarse en el manejo del material explosivo que posteriormente sería usado en el atentado.

## Teorías políticas acerca de la responsabilidad en el atentado
En la década de 1980, un ex terrorista neofascista de nombre Vincenzo Vinciguerra declaró ante el juez Felice Casson que el ataque apuntaba a la eventual declaración del estado de emergencia y empujar a Italia hacia un régimen autoritario de derecha, uno que eventualmente habría tenido alguna reminiscencias del encabezado por el dictador Benito Mussolini entre 1922 y 1943. Esta aseveración coincide en gran medida con la controvertida teoría que alega que el Estado italiano, con la colaboración de la estadounidense CIA (la cual había contribuido en la denominada Operación Gladio) habrían contribuido a generar un clima de miedo en la opinión pública, a fin de facilitar la llegada al poder de un régimen dictatorial, tal como había sucedido en el caso del régimen de los coroneles griegos de 1967.
Un informe parlamentario publicado en el año 2000 por parte de la entonces gobernante coalición centroizquierdista de El Olivo afirmó que “agentes de inteligencia de los EE.UU. estaban informados de antemano acerca de varios ataques terroristas con bomba [de grupos] derechistas”, incluyendo el de Piazza Fontana de diciembre de 1969 en Milán y el de Piazza della Loggia de Brescia cinco años después, pero no hicieron nada para alertar a las autoridades italianas o para evitar que los ataques tuviesen lugar”
También se alega que Pino Rauti (líder del partido Movimento Sociale Fiamma Tricolore), periodista y fundador de la organización subversiva ultraderechista Ordine Nuovo “(Orden Nuevo)”, recibía financiamiento regular de parte un funcionario de prensa de la embajada de los Estados Unidos en Italia. Al respecto, el informe menciona que “Incluso antes de los plantes de 'estabilización' que los círculos atlantistas [relacionados con la OTAN] habían preparado para Italia se volviesen operacionales a través de estos ataques con bomba, uno de los principales miembros de la derecha subversiva estaba literalmente a la paga de la embajada estadounidense en Roma.
El demócrata cristiano cofundador de Gladio (la subrepticia organización anticomunista de la OTAN de retaguardia -del tipo stay-behind- que operaba en Italia) Paolo Emilio Taviani le dijo a los investigadores que el Servizio Informazioni Difesa (SID) y el servicio de inteligencia militar estaban a punto de enviar un oficial de alto rango de Roma a Milán para que intentase detener el ataque, pero finalmente decidió enviar otro funcionario desde Padua para intentar culpar a los anarquistas. Taviani también declaró en una entrevista brindada al periódico Il Secolo XIX, en agosto del año 2000. Mencionó que “me parece certero a mí, no obstante, que agentes de la CIA están entre aquellos que suministraron los materiales y quienes enturbiaron las enlodaron las aguas de la investigación”